# Darryl Sittler
Darryl Glen Sittler (* 18. září 1950, Kitchener, Kanada) je bývalý kanadský hokejový útočník. v National Hockey League odehrál patnáct sezón a v roce 1976 vytvořil 10 body v jednom utkání stále platný rekord NHL. U příležitosti 100. výročí NHL byl v lednu 2017 vybrán jako jeden ze sta nejlepších hráčů historie ligy.

## Hráčská kariéra

### Klubová kariéra
Jako junior hrával za London Nationals, kteří se v průběhu jeho působení přejmenovali na London Knights. V roce 1970 byl draftován do NHL a začal hrávat za Toronto Maple Leafs. V roce 1975 byl jmenován kapitánem týmu poté, co Dave Keon z klubu po neshodách odešel do WHA. První sezóna v této roli pro něj byla velmi úspěšná z individuálního hlediska: jako první hráč Toronta v historii dosáhl hranice sta bodů v sezóně a překonal rekordy NHL v počtu kanadských bodů v jednom utkání a počtu gólů v jednom utkání play-off (ve druhém případě šlo o vyrovnání rekordu). S klubem v play-off vypadl ve druhém kole. Vlastní klubový rekord v kanadském bodování překonal o dva roky později ziskem 117 bodů. Také v dalších letech se jeho produktivita pohybovala mezi 80 a 100 body. Na přelomu sedmdesátých a osmdesátých let vypukly spory mezi Darrylem Sittlerem a vedením klubu, které vyústily v jeho výměnu do týmu Philadelphia Flyers v rozehrané sezóně 1981/1982. Tam odehrál další dva vcelku úspěšné ročníky, zahrál si i All-Star Game. Před sezónou 1984/1985 se měl stát novým kapitánem Philadelphie, v den očekávaného jmenování mu ale nový generální manažer týmu Bobby Clarke oznámil, že jej vyměnil do Detroitu Red Wings. Sittler později tento okamžik popsal jako největší zklamání v kariéře. Několik dní se v Detroitu nehlásil, nakonec se k týmu připojil. Odehrál však mizernou sezónu, dostával na ledě málo času a po sezóně ukončil aktivní kariéru.

### Reprezentace
Za Kanadu hrál na prvním ročníku Kanadského poháru v roce 1976. Byl autorem rozhodujícího gólu v prodloužení druhého finále proti Československu a byl jmenován do All-star týmu turnaje.

## Úspěchy a ocenění

### Týmové
- vítěz Kanadského poháru 1976 (s týmem Kanady)

### Individuální
- člen All star týmu Kanadského poháru 1976
- člen druhého All-Star Týmu NHL - 1978
- jmenován do Hokejové síně slávy v roce 1989

## Prvenství
- Debut v NHL – 11. října 1970 (Vancouver Canucks proti Toronto Maple Leafs)
- První asistence v NHL – 14. listopadu 1970 (Toronto Maple Leafs proti Boston Bruins)
- První gól v NHL – 28. listopadu 1970 (Toronto Maple Leafs proti Detroit Red Wings, kanadskému brankáři Don McLeod)
- První hattrick v NHL – 19. února 1972 (Toronto Maple Leafs proti Buffalo Sabres)

## Rekordy
- nejvíce kanadských bodů v utkání NHL - 10 (7. února 1976 - Toronto Maple Leafs - Boston Bruins 11:4 - 6 gólů a 4 asistence)
- nejvíce gólů v utkání play-off - 5 (22. dubna 1976 - Toronto Maple Leafs - Philadelphia Flyers 8:5), spoludržiteli rekordu jsou Newsy Lalonde, Maurice Richard, Reggie Leach a Mario Lemieux

## Klubové statistiky
| Sezóna       | Klub                | Soutěž       |       | Základní část | Základní část | Základní část | Základní část | Základní část |    | Play off | Play off | Play off | Play off | Play off |
| Sezóna       | Klub                | Soutěž       | Z     | G             | A             | B             | TM            | Z             | G  | A        | B        | TM       |          |          |
| 1967–68      | London Nationals    | OHA-Jr.      | 54    | 22            | 41            | 63            | 84            | 5             | 5  | 2        | 7        | 6        |          |          |
| 1968–69      | London Knights      | OHA-Jr.      | 53    | 34            | 65            | 99            | 90            | 6             | 2  | 5        | 7        | 11       |          |          |
| 1969–70      | London Knights      | OHA-Jr.      | 54    | 42            | 48            | 90            | 126           | 12            | 4  | 12       | 16       | 32       |          |          |
| 1970–71      | Toronto Maple Leafs | NHL          | 49    | 10            | 8             | 18            | 37            | 6             | 2  | 1        | 3        | 31       |          |          |
| 1971–72      | Toronto Maple Leafs | NHL          | 74    | 15            | 17            | 32            | 44            | 3             | 0  | 0        | 0        | 2        |          |          |
| 1972–73      | Toronto Maple Leafs | NHL          | 78    | 29            | 48            | 77            | 69            | —             | —  | —        | —        | —        |          |          |
| 1973–74      | Toronto Maple Leafs | NHL          | 78    | 38            | 46            | 84            | 55            | 4             | 2  | 1        | 3        | 6        |          |          |
| 1974–75      | Toronto Maple Leafs | NHL          | 72    | 36            | 44            | 80            | 47            | 7             | 2  | 1        | 3        | 15       |          |          |
| 1975–76      | Toronto Maple Leafs | NHL          | 79    | 41            | 59            | 100           | 90            | 10            | 5  | 7        | 12       | 19       |          |          |
| 1976–77      | Toronto Maple Leafs | NHL          | 73    | 38            | 52            | 90            | 89            | 9             | 5  | 16       | 21       | 4        |          |          |
| 1977–78      | Toronto Maple Leafs | NHL          | 80    | 45            | 72            | 117           | 100           | 13            | 3  | 8        | 11       | 12       |          |          |
| 1978–79      | Toronto Maple Leafs | NHL          | 70    | 36            | 51            | 87            | 69            | 6             | 5  | 4        | 9        | 17       |          |          |
| 1979–80      | Toronto Maple Leafs | NHL          | 73    | 40            | 57            | 97            | 62            | 3             | 1  | 2        | 3        | 10       |          |          |
| 1980–81      | Toronto Maple Leafs | NHL          | 80    | 43            | 53            | 96            | 77            | 3             | 0  | 0        | 0        | 4        |          |          |
| 1981–82      | Toronto Maple Leafs | NHL          | 38    | 18            | 20            | 38            | 24            | —             | —  | —        | —        | —        |          |          |
| 1981–82      | Philadelphia Flyers | NHL          | 35    | 14            | 18            | 32            | 50            | 4             | 3  | 1        | 4        | 6        |          |          |
| 1982–83      | Philadelphia Flyers | NHL          | 80    | 43            | 40            | 83            | 60            | 3             | 1  | 0        | 1        | 4        |          |          |
| 1983–84      | Philadelphia Flyers | NHL          | 76    | 27            | 36            | 63            | 38            | 3             | 0  | 2        | 2        | 7        |          |          |
| 1984–85      | Detroit Red Wings   | NHL          | 61    | 11            | 16            | 27            | 37            | 2             | 0  | 2        | 2        | 0        |          |          |
| Celkem v NHL | Celkem v NHL        | Celkem v NHL | 1,096 | 484           | 637           | 1,121         | 948           | 76            | 29 | 45       | 74       | 137      |          |          |

## Reprezentace
| Rok                       | Tým                       | Soutěž                    | Z  | G  | A | B  | TM |
| ------------------------- | ------------------------- | ------------------------- | -- | -- | - | -- | -- |
| 1976                      | Kanada                    | KP                        | 7  | 4  | 2 | 6  | 4  |
| 1982                      | Kanada                    | MS                        | 10 | 4  | 3 | 7  | 2  |
| 1983                      | Kanada                    | MS                        | 10 | 3  | 1 | 4  | 12 |
| Seniorská kariéra celkově | Seniorská kariéra celkově | Seniorská kariéra celkově | 27 | 11 | 6 | 17 | 18 |